# 田中老街

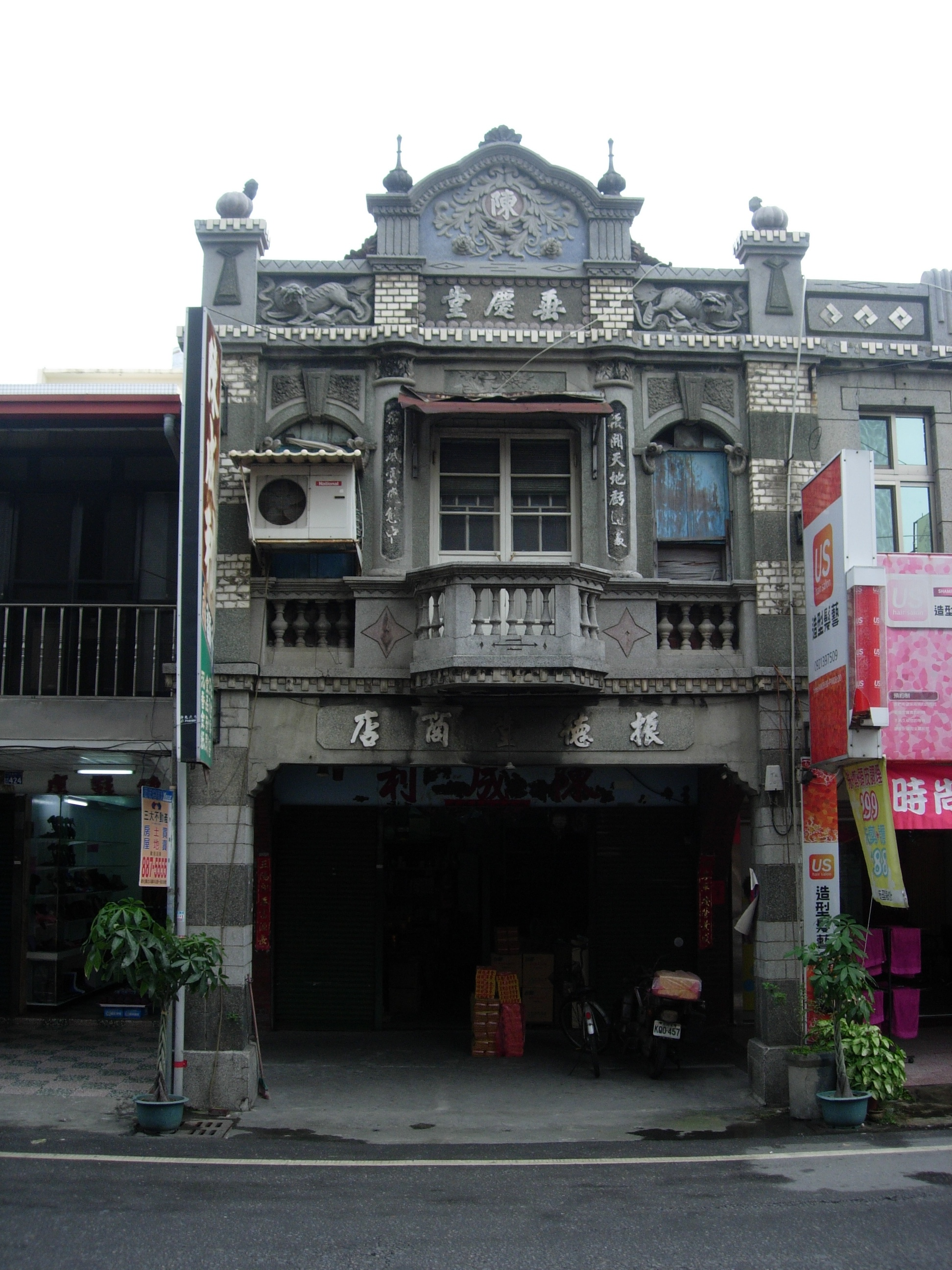
田中老街上知名的垂慶堂

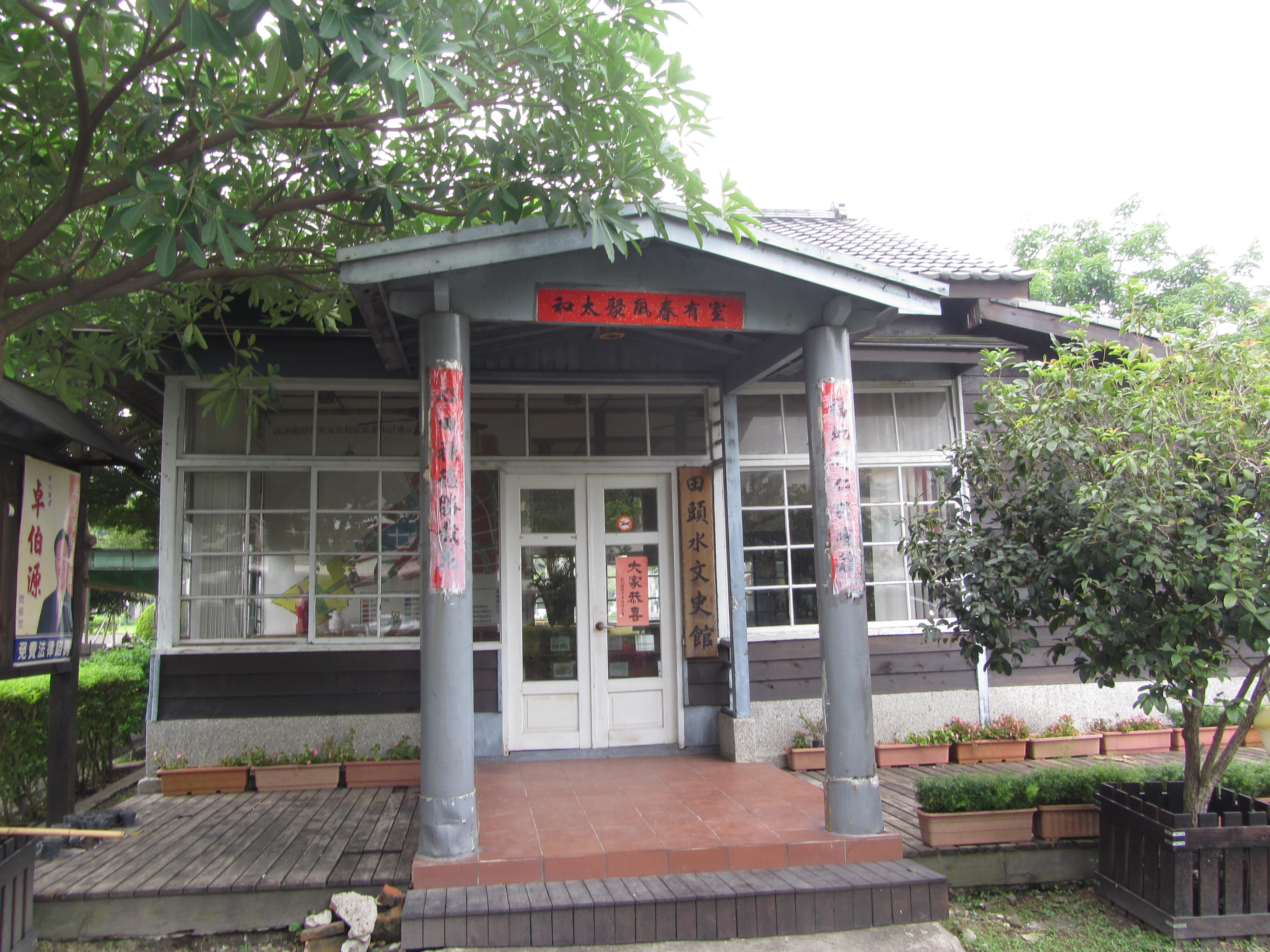
田中車站前的田頭水文史館

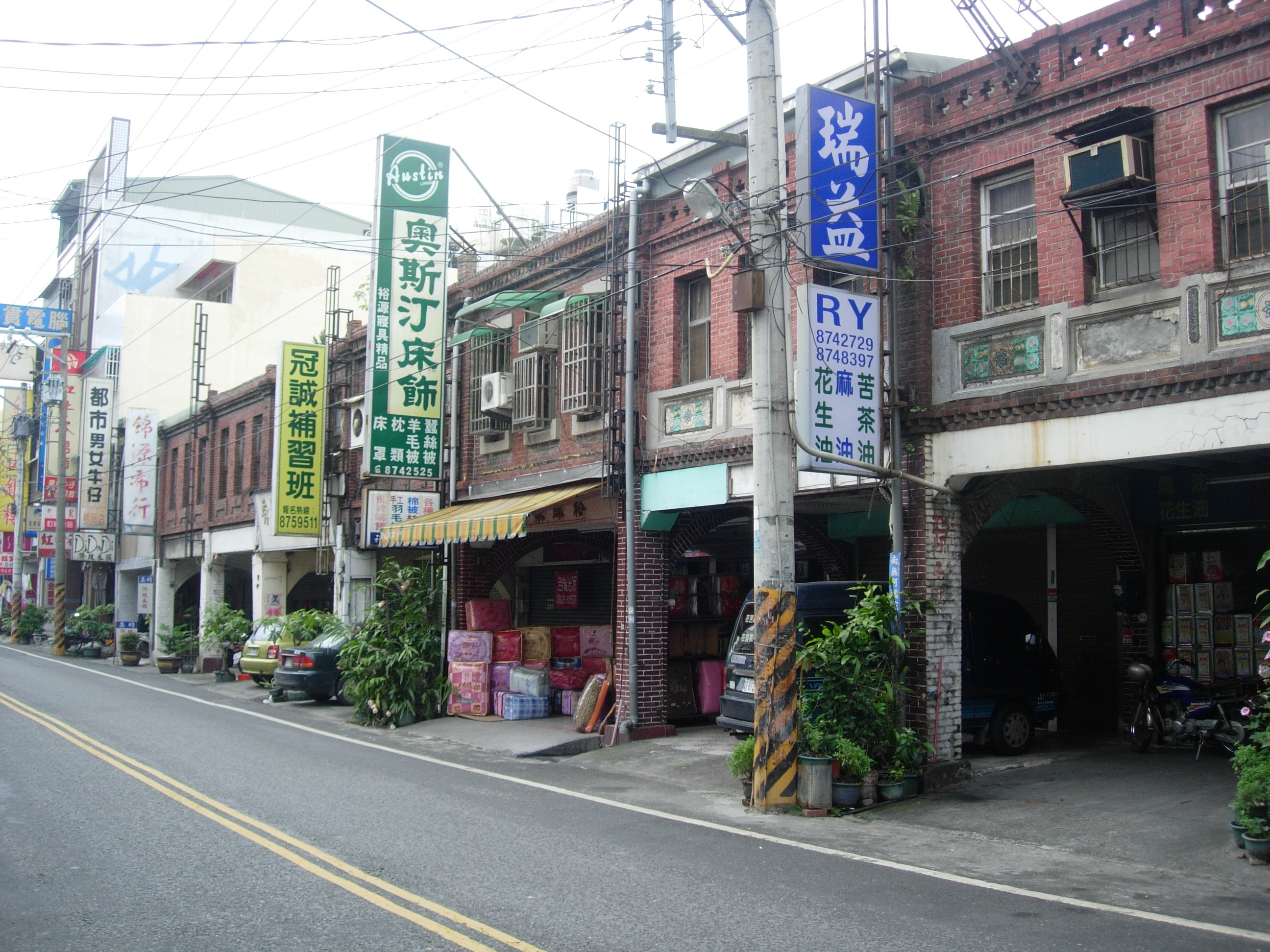
員集路老街上的紅磚街屋

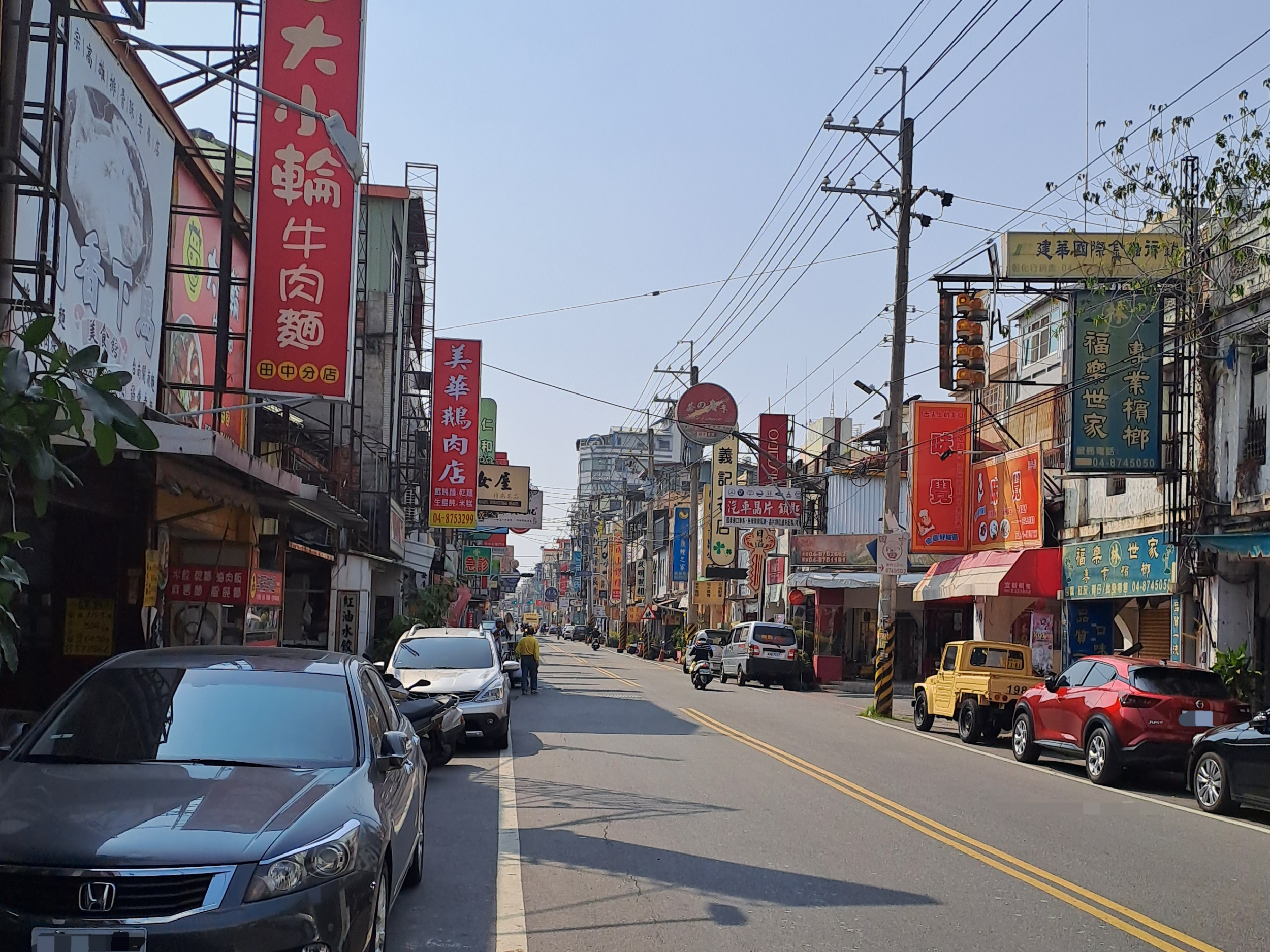
中州路位於車站前，相較於員集路一帶，因商業需求開發，而有許多建築未能保持原貌。

田中老街位於彰化縣田中鎮，是一處位於市區的傳統老街屋群，充滿許多豐富藝術。

## 歷史
田中老街的興起主要為日治時期縱貫鐵路完工後，當時田中火車站成為田中鄰近街庄如：北斗、溪州、田尾等地的貨物集散中心。另一方面，現今田中火車站前的田頭水文史館前身為糖業鐵路田中二林線車站，二林地區的原料透過鐵路送抵田中站，田中貨物集散的功能擴展到二林等沿海地區。田中老街就在這樣的交通優勢下興起。

## 路段
田中老街的範圍以中州路一段、員集路二段等兩路段為集中，此兩路段目前仍為田中鎮市區路段。

員集路街屋保存較中州路完好，主因是中州路為田中的站前商街，新式店家多設立於此路段，許多店面在時期演進下做了建築上的更動，而員集路上的店家多屬傳統店家，沿用了原有的店面營業。

除以上兩路段外，東路街、南北街上也有幾處紅磚建築。

## 特色產業
田中老街上的特色產業是當地傳統的製油產業，尤以花生油、麻油兩種產品最為知名，老街上亦有傳統米站、棉被店、布店等商號。

## 相關書目
- 賴志彰. . 彰化縣彰化市: 彰化縣立文化中心. 1998年: 191. ISBN 957-02-1105-9.
- 王貞富. . 彰化縣彰化市: 彰化縣文化局. 2009年: 235. ISBN 978-986-02-0909-9.
- 王貞富. . 彰化縣彰化市: 彰化縣文化局. 2008年: 191. ISBN 978-986-01-3428-5.

## 外部連結
- 田中街文化資產環境保存暨維護計畫[永久]
- 王貞富-田中街文化資產環境保存暨維護計畫[永久]